# Santa Maria del Real
Santa Maria del Real é uma cidade hondurenha do departamento de Olancho.